# 松島美紗
伊藤 美紗（いとう みさ、1991年 - ）は日本の航空自衛官で、日本初の女性戦闘機パイロット。防衛大学校第58期生。旧姓：松島。

## 経歴
神奈川県横浜市に生まれる。神奈川県立横須賀高等学校（高62期）卒業。人の役に立てる仕事をしたいと思っていたので自衛隊に入る道を選び防衛大に入校。『トップガン』の影響もあって憧れていた。2014年（平成26年）に防衛大学校を卒業（第58期）し、航空自衛官に任官した。

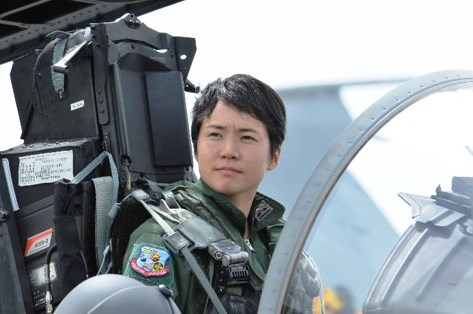
機上の松島二尉(2018年撮影)

航空自衛隊では1993年（平成5年）に輸送機や救難機のパイロットの女性の配置制限を撤廃していたが、戦闘機パイロットについては肉体的負担から40代前半で引退するのが常であり、妊娠と出産で任務から離れることが多い女性については配置制限を残置させていた。このため当初は松島は輸送機・救難機操縦過程に進むことを志していた。しかし日本社会の少子高齢化の進展による将来的な戦闘機パイロットの不足に対応する観点から、2015年（平成27年）11月に航空自衛隊が戦闘機パイロットへの女性の配置制限を撤廃すると、松島は戦闘機操縦課程を志し、その女性第1期生に選ばれた。
2018年（平成30年）8月23日、新田原基地で飛行教育航空隊の第109期戦闘機操縦（F-15）課程修了式が行われ、男性自衛官5名と共に修了証を授与され、日本人女性として初の戦闘機パイロットとなった。翌24日付で新田原基地の第5航空団第305飛行隊に配属され、対領空侵犯措置の資格取得のための半年から1年の訓練の後
、実任務に就いた。
2023年（令和5年）10月、夫の伊藤陽童1尉と「指揮幕僚（CS）課程」試験に合格し、2024年（令和6年）4月から航空自衛隊幹部学校に夫婦そろって入校することが決まった。